# Чивава са Беверли Хилса
Чивава са Беверли Хилса (енгл. Beverly Hills Chihuahua) америчка је породична филмска комедија из 2008. године. Режирао га је Раџа Госнел. У главним улогама су Џејми Ли Кертис, Пајпер Перабо, Маноло Кардона, Дру Баримор, Енди Гарсија, Џорџ Лопез и Едвард Џејмс Олмос. Филм прати чиваву Клое која се сели у Мексико и бежи од добермана, Ел Диабла, уз помоћ немачког овчара Делгада и чиваве Папија, који је очајнички заљубљен у њу. То је први из серијала од три филмова. Наставци су Чивава са Беверли Хилса 2, објављен на ДВД-у 1. фебруара 2011, и Чивава са Беверли Хилса 3, објављен 18. септембра 2012.

## Радња
Размажена чивава Клое (глас Дру Баримор) из Беверли Хилса одлази на одмор у Мексико. Тамо се убрзо први пут изгуби, а нигде не може да нађе козметички салон и бутик. Чивава Папи (глас Џорџ Лопез) је лудо заљубљен у њу, која га је уживајући у свом раскошном животу једва примећивала, и одмах креће према граници са Мексиком како би је спасао. Њој, у међувремену, помаже усамљени немачки овчар Делгадо (глас Енди Гарсија), њен нови пријатељ и заштитник.

## Улоге
| Глумац                    | Улога                 |
| ------------------------- | --------------------- |
| Џејми Ли Кертис           | Вивијан Ајше          |
| Пајпер Перабо             | Рајчел Ајше           |
| Маноло Кардона            | Сем Кортез            |
| Дру Баримор (глас)        | чивава Клое           |
| Енди Гарсија (глас)       | немачки овчар Делгадо |
| Џорџ Лопез (глас)         | чивава Папи           |
| Едвард Џејмс Олмос (глас) | доберман, Ел Диабло   |
| Пласидо Доминго (глас)    | чивава Монтезума      |

## Критика
Ротен томејтоуз је на основу деведесет и седам критика оценио филм са просечном оценом пет од десет. Метакритик је на основу двадесет и две критике оценио филм са просечном оценом четдесет и један од сто. Публика CinemaScore филм је оценила просечном оценом А на скали од А до Ф.

## Популарност
У 3.215 биоскопа филм је прикупио 29.300.465 долара, просечно око 9.114 долара по биоскопу, и рангирао се на прво место тог викенда. Следећег викенда филм је освојио прво место са 17.502.077 долара. Од 10. маја 2009. филм је прикупио 94.514.402 долара у Сједињеним Америчким Државама и 54.767.204 долара на другим територијама, што доводи до укупно 149.281.606 долара широм света.

## Медији у Сједињеним Америчким Државама
Волт Дизни кампани издао је филм 3. марта 2009. у САД и 25. маја 2009. у Великој Британији на Блу-реј диску. Од 1. новембра 2009. ДВД је продао преко три милиона примерака, зарадивши 59,918,764 долара од продаје.